# Fátima Djarra Sani
Fàtima Djarra Sani (Guinea Bissau, 1968) és integradora social, mediadora intercultural i activista contra l'ablació. Treballa en Metges del Món com intermediadora amb la comunitat africana.

## Trajectòria
La seva família pertany a l'ètnia mandinga i ella mateixa va sofrir la mutilació genital quan tenia 4 anys.
Va marxar del seu país després de la mort del seu marit. Es va graduar a Cuba com a tècnica superior en Construcció Civil i va completar la seva formació a Brussel·les en l'Institut de Transports i Logística Routiers i va arribar a Bilbao, on residia la seva germana. Allà va realitzar cursos d'auxiliar de geriatria i mediació intercultural. L'1 d'abril de 2008 es va incorporar a Metges del Món Navarra. Va organitzar tallers i xerrades de visibilització de la dona africana. Des de 2008 treballa en un projecte de salut sexual reproductiva i prevenció de la mutilació genital. Va participar en la redacció d'un protocol per a la prevenció i actuació davant la mutilació genital femenina que es va aprovar al juny de 2013 a Navarra. És tècnica superior en Construcció Civil i tècnica superior en Integració Social.
En 2011 va fundar l'Associació de Dones Africanes "Mujeres Africanas en Navarra Flor de África".
Com a mediadora va recollir en 2011 el Premi Especial dels IV Premis de Qualitat del Sistema Nacional de Salut, atorgat pel Ministeri de Sanitat, Política Social i Igualtat d'Espanya a Metges del Món.
El 2014 crea al costat de 6 col·laboradores més "Dunia Musso" (Món de Dones), una organització centrada en treballar a Guinea Bissau amb la població jove. Les noves generacions són les que han de prohibir la mutilació femenina.
El 2015 va publicar el llibre "Indomable" l'objectiu del qual és sensibilitzar a la societat sobre la pràctica nefasta i injusta que afecta 200 milions de dones i nenes.. De la mutilació a la vida (editorial Península). En ell narra la seva història i el que ha suposat per a la seva vida. Denúncia que la falta d'informació i educació empara aquestes conductes, per la qual cosa Fàtima ha decidit dedicar la seva vida a aquestes tasques perquè no puguin servir d'excusa en el futur.

## Premis i reconeixements
- 2015 Premis Solidaris Onda Cero Navarra, com a cooperant internacional.[10]
- 2016 Pregonera del Nadal a Pamplona.[11]
- 2016 Premi Solidaris ONCE Navarra[12]
- 2019 Premi Cruz de Carles III El Noble de Navarra.[13]
- 2019 Guardó "Referent Skolae", reconèixer la trajectòria vital de dones que desenvolupen la feina de casa allunyades dels estereotips de gènere[14]